# Bitulja
Bitulja är ett vattendrag i Kroatien. Det ligger i den östra delen av landet, 220 km öster om huvudstaden Zagreb.